# Hermann von Coelln
Hermann von Coelln (* 17. Juli 1926 in Kiel; † 12. Januar 1998 in Karlsruhe) war ein deutscher Bibliothekar.

## Leben und Wirken
Hermann von Coelln studierte Germanistik, Geschichte und Philosophie. Nach dem Staatsexamen für das höhere Lehramt promovierte er 1960 an der Universität Heidelberg im Fach Germanistik mit einer Arbeit über Georg Trakl. Kurze Zeit war er anschließend wissenschaftlicher Hilfsarbeiter am Schiller-Nationalmuseum in Marbach/N. und freier Mitarbeiter beim Alfred Kröner-Verlag in Stuttgart. Als Bibliotheksreferendar an der Universitätsbibliothek Bonn trat er 1961 in den höheren Bibliotheksdienst und legte die Fachprüfung hierfür 1963 am Bibliothekar-Lehrinstitut des Landes Nordrhein-Westfalen ab. Von 1963 bis 1963 arbeitete er dann an der Universitätsbibliothek Bonn. Im Jahre 1964 wechselte er an die Badische Landesbibliothek Karlsruhe. Dort war er (seit 1985 als Bibliotheksdirektor) Stellvertreter des Direktors und Leiter der Benutzungsabteilung.
Coelln veröffentlichte u. a. einige philosophische Arbeiten.

## Schriften
- Der Hochschulschriften-Tausch in der Bundesrepublik seit 1945. Bibliothekar-Lehrinstitut des Landes Nordrhein-Westfalen, Köln 1963.
- Die Badische Landesbibliothek. In: Wilhelm Totok (Hrsg.): Regionalbibliotheken in der Bundesrepublik Deutschland (= Zeitschrift für Bibliothekswesen und Bibliographie, Sonderhefte, Bd. 11). Klostermann, Frankfurt/M. 1971, S. 237–246.
- (mit Wilhelm Hoffmann): Die Bibliotheksregion [Baden-Württemberg]. In: Ebd., S. 223–231.
- Hebel-Manuskripte aus der Badischen Landesbibliothek. In: Johann Peter Hebel. Eine Wiederbegegnung zu seinem 225. Geburtstag; eine Ausstellung der Badischen Landesbibliothek Karlsruhe und des Museums am Burghof in Lörrach; Ausstellungskatalog. Müller, Karlsruhe 1985, S. 186–195, ISBN 3-7880-9709-4.
- Die letzten und die ersten Dinge. Entwurf einer Aufarbeitung (= Kleine Arbeiten zur Philosophie, Bd. 18). Verlag Die Blaue Eule, Essen 1986, ISBN 3-89206-109-2.
- Was ist und was heißt Dialektik? Eine Frage nach dem Sein (= Kleine Arbeiten zur Philosophie, Bd. 25). Verlag Die Blaue Eule, Essen 1989, ISBN 3-89206-310-9.
- Sprachbehandlung und Bildstruktur in der Lyrik Georg Trakls (= Literaturwissenschaft in der Blauen Eule, Bd. 14). Verlag Die Blaue Eule, Essen 1995, ISBN 3-89206-624-8 (Dissertation Universität Heidelberg 1960).
- Von den Gütern zu den Werten. Versuch einer Kritik aller Wertphilosophie (= Philosophie in der Blauen Eule, Bd. 22). Verlag Die Blaue Eule, Essen 1996, ISBN 3-89206-717-1.